# Hội đường Lớn (Plzeň)
Hội đường Lớn (tiếng Séc: Velká Synagoga) là một Hội đường Do thái nổi tiếng ở Plzeň, Cộng hòa Séc. Đây cũng là Hội đường lớn thứ hai ở châu Âu.

## Lịch sử
Kiến trúc của hội đường do kiến trúc sư người Vienna tên là Max Fleischer thiết kế. Theo như ý tưởng ban đầu của ông, hội đường sẽ được thiết kế theo phong cách Gothic với điểm nổi bật là các bệ đá granit và tòa tháp đôi cao tới 65 mét. Công trình dự kiến khởi công xây dựng vào ngày 2 tháng 12 năm 1888. Tuy nhiên ngay sau đó đã bị phản đối bởi các ủy viên hội đồng thành phố. Cụ thể, kế hoạch đã bị bác bỏ vì họ cảm thấy rằng công trình vĩ đại này sẽ cạnh tranh với Nhà thờ chính tòa Thánh Bartholomew gần đó.
Năm 1980, Emmanuel Klotz đưa ra một thiết kế mới cho hội đường. Theo thiết kế mới này, công trình vẫn giữ nguyên sơ đồ mặt bằng ban đầu nhưng hạ thấp tháp đôi xuống bớt 20m. Diện mạo của hội đường là sự kết hợp đặc bệt giữa phong cách lãng mạn và tân Phục hưng bởi các họa tiết trang trí mang đậm nét phương Đông cùng với Ngôi sao David khổng lồ. Với bản thiết kế này, công trình nhanh chóng phê duyệt và nhà thầu Rudolf Štech chính thức hoàn thành công việc vào năm 1893 với số tiền công lên tới 162.138 guilder. Tại thời điểm đó, cộng đồng Do Thái ở Plzeň chưa thực sự đông đúc với dân số rơi có khoảng 2.000 người.
Công trình kiến trúc này cũng vấp phải nhiều ý kiến trái chiều. Nhiều nhà phê bình cho rằng sự pha trộn các phong cách thực sự gây bối rối. Minh chứng là những ngọn tháp củ hành của Giáo hội Chính thống giáo Nga, đến trần nhà theo phong cách Ả Rập, đến dãy nhà Aron kodesh mang rất nhiều phong cách khác biệt. Từ khi thành lập, Hội đường Do Thái luôn giữ vai trò là một nhà thờ. Khi Đức Quốc xã chiếm đóng trong thời kỳ Chiến tranh thế giới thứ hai, hội đường được sử dụng làm kho chứa trong chiến tranh.
Trong suốt lịch sử tồn tại, việc trùng tu hội đường được thực hiện liên tục từ năm 1995 đến năm 1998 và hội đường chính thức mở cửa trở lại vào ngày 11 tháng 2 năm 1998 với chi phí tu sửa là 63 triệu Kč. Ngày nay, hội trường trung tâm thường được sử dụng cho các buổi hòa nhạc. Trong đó, phải kể đến một số buổi hòa nhạc của các huyền thoại như Joseph Malowany, Peter Dvorský, hoặc Karel Gott. Ngoài ra, các bức tường của hội đường là nơi tổ chức các cuộc triển lãm ảnh tạm thời. Tính đến nay, số lượng người Do Thái Plzeň là hơn 70 ngàn người.

## Một số hình ảnh

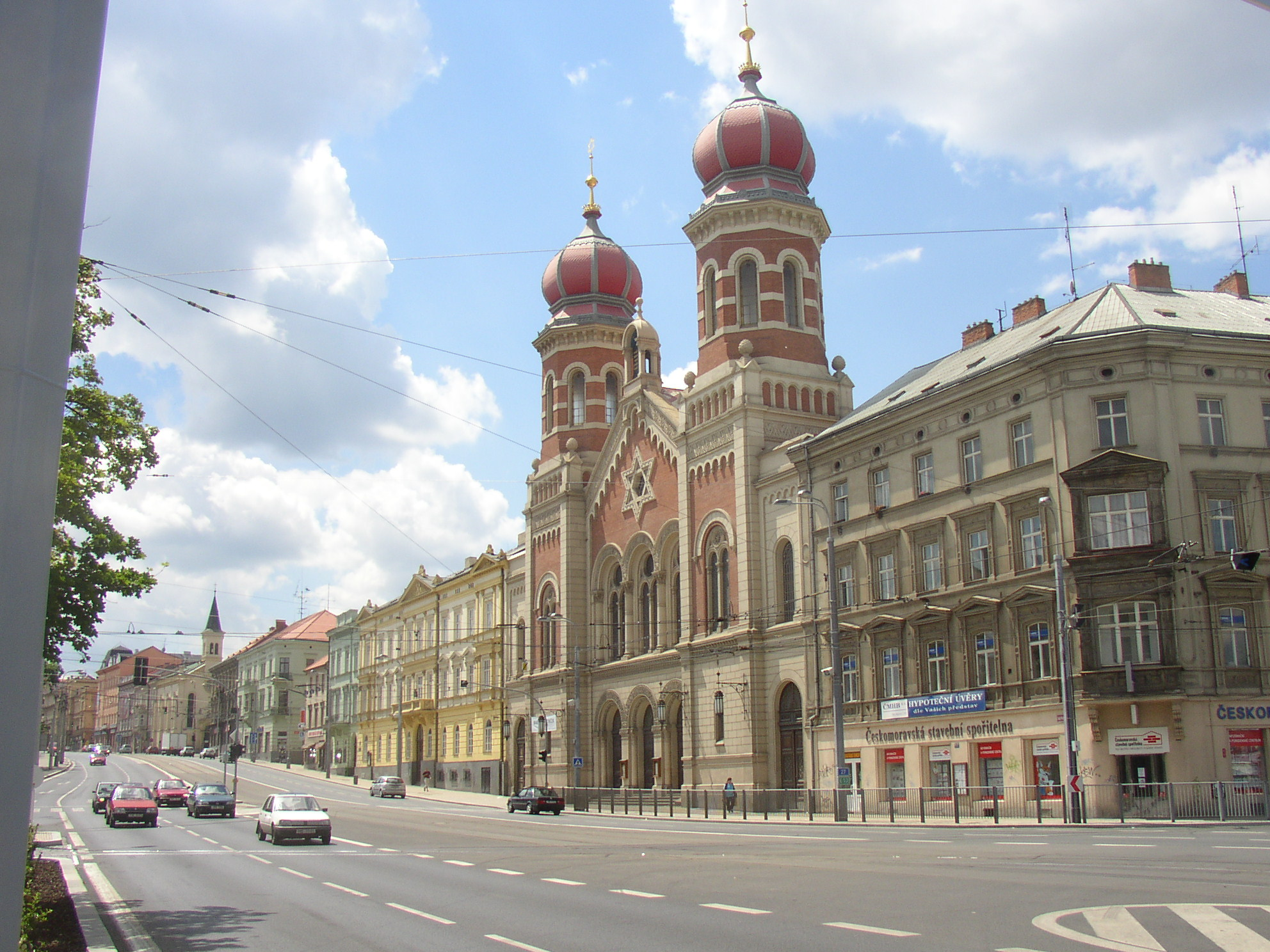
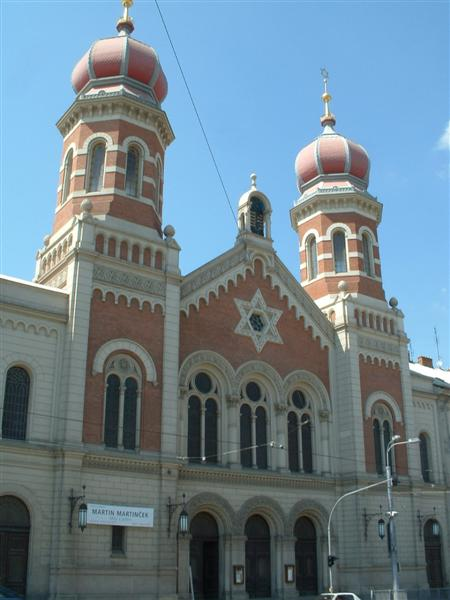
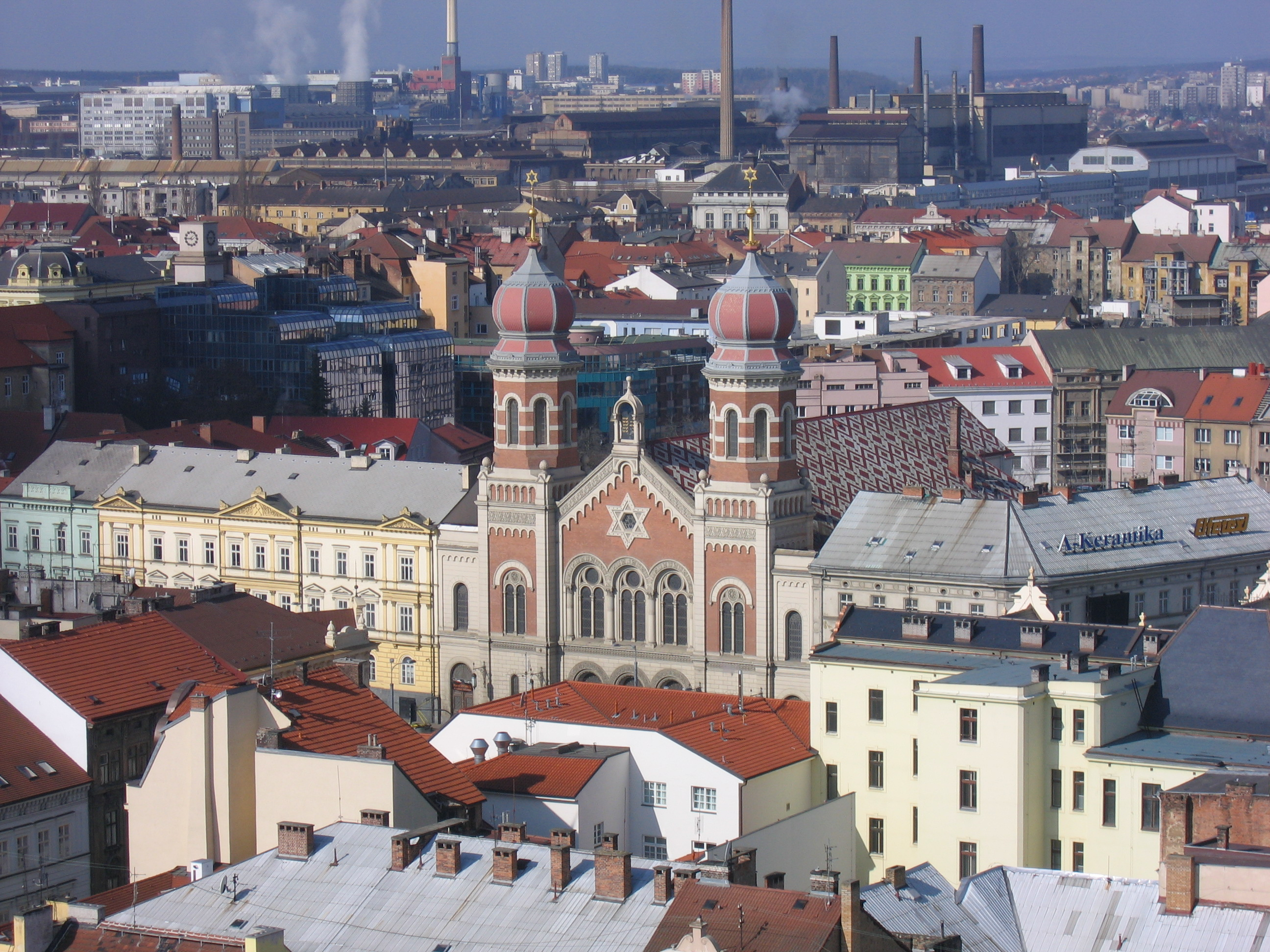
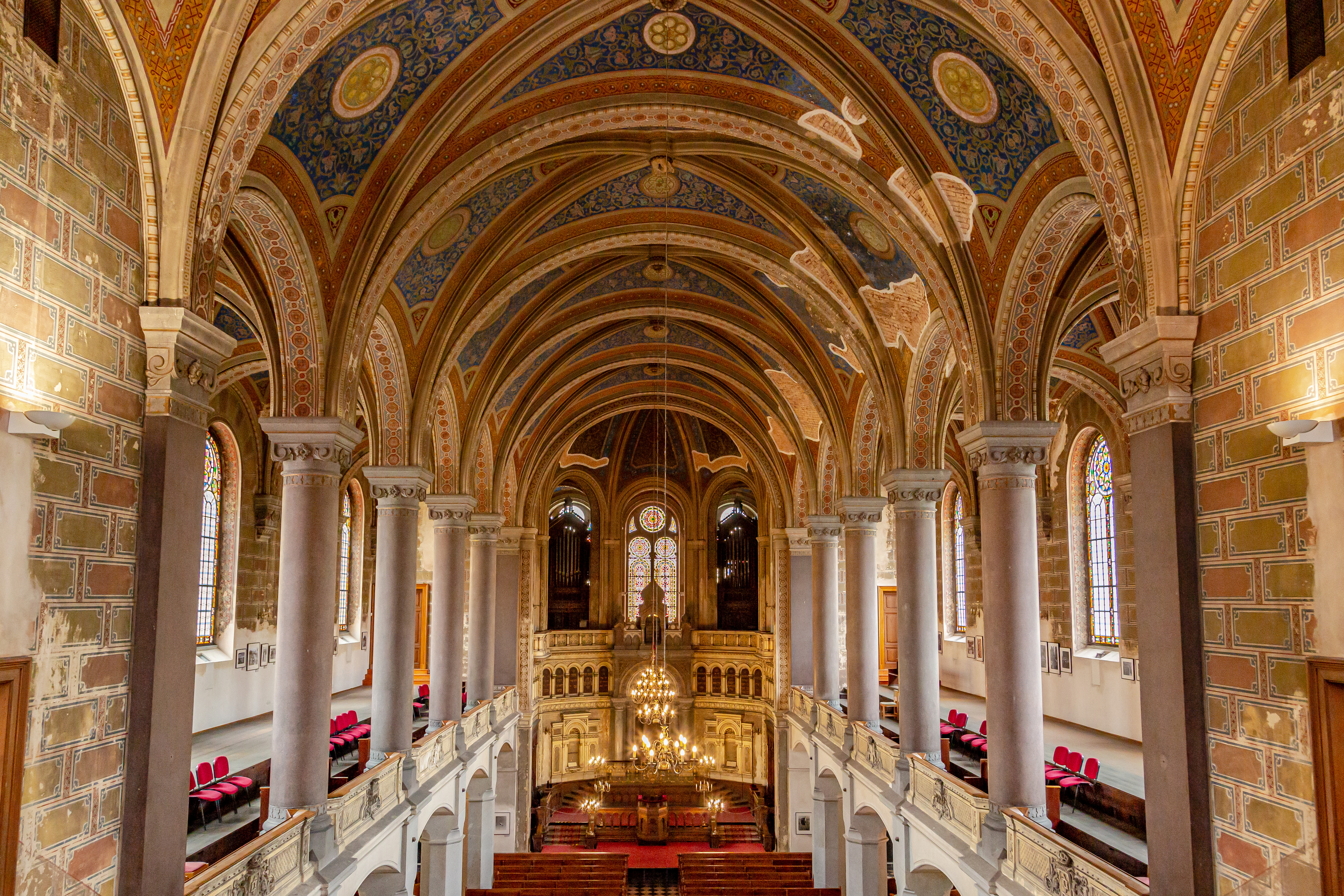